# Lowther Castle
 Lowther Castle er et country house i det historiske county Westmorland, der nu er en del af Cumbria, England. Det har været ejet til Lowther-familien, og senest jarlerne af Lonsdale siden middelalderen. 
Francis Knollys eskorterede dronning Marie Stuart til Lowther Castle den 13. juli 1568 på hendes vej til Wharton og Bolton Castle. Den nuværende bygning stammer fra slutningen af 1600-tallet, hvor den blev bygget af John Lowther, 1. Viscount Lonsdale
I 1800-tallet blev East India Companys skib HCS Lowther Castle opkaldt efter ejendommen.
Lowther Castle er i dag en ruin, idet kun de ydre mure er bevaret. Interiøret blev fjernet i 1940'erne, og taget blev fjernet i 1957. Det er en listed building af første grad, og den drives som turistattraktion.